# IT/イット THE END “それ”が見えたら、終わり。
『IT/イット THE END “それ”が見えたら、終わり。』（原題: It: Chapter Two）は、2019年のアメリカ合衆国の超自然的ホラー映画。2017年に公開された映画『IT/イット　“それ”が見えたら、終わり。』の続編で、スティーヴン・キングの1986年の小説『IT』を原作としている。R15+指定。
監督は1作目同様にアンディ・ムスキエティ、脚本はゲイリー・ドーベルマンが務める。第1作の出来事から27年後の2016年を舞台に、ジェシカ・チャステイン、ジェームズ・マカヴォイ、ビル・ヘイダー、イザイア・ムスタファ、そしてペニーワイズとして復帰したビル・スカルスガルドが出演している。
2019年8月26日にロサンゼルスでプレミア上映され、2019年9月6日に米国で2D、ドルビーシネマ、IMAXで劇場公開された。全世界での興行収入は4億7300万ドルを超えた。

## キャスト
- ビル・デンブロウ（英語版）
  - 演 - ジェームズ・マカヴォイ、日本語吹替 - 細谷佳正
  - 演 - ジェイデン・マーテル（少年時代）、日本語吹替 - 田谷隼
- ベン・ハンスコム
  - 演 - ジェイ・ライアン、日本語吹替 - 小野大輔
  - 演 - ジェレミー・レイ・テイラー（少年時代）、日本語吹替 - 田村睦心
- リッチー・トージア（英語版）
  - 演 - ビル・ヘイダー、日本語吹替 - 諏訪部順一
  - 演 - フィン・ウルフハード（少年時代）、日本語吹替 - 平田真菜
- ベバリー・マーシュ（英語版）
  - 演 - ジェシカ・チャステイン、日本語吹替 - 高垣彩陽
  - 演 - ソフィア・リリス（少女時代）、日本語吹替 - 近藤唯
- スタンリー・ユリス
  - 演 - アンディー・ビーン、日本語吹替 - 平川大輔
  - 演 - ワイアット・オレフ（少年時代）、日本語吹替 - 地蔵堂武大
- マイク・ハンロン
  - 演 - イザイア・ムスタファ、日本語吹替 - 三宅健太
  - 演 - チョーズン・ジェイコブス（少年時代）、日本語吹替 - 渡辺拓海
- エディ・カスプブラク
  - 演 - ジェームズ・ランソン、日本語吹替 - 神谷浩史
  - 演 - ジャック・ディラン・グレイザー（少年時代）、日本語吹替 - 小林由美子
- ペニーワイズ / ボブ・グレイ（英語版）
  - 演 - ビル・スカルスガルド、日本語吹替 - 多田野曜平
- ジョージー・デンブロウ（英語版）
  - 演 - ジャクソン・ロバート・スコット、日本語吹替 - 宇山玲加
- ヘンリー・バワーズ
  - 演 - ティーチ・グラント、日本語吹替 - 坂詰貴之
  - 演 - ニコラス・ハミルトン（少年時代）、日本語吹替 - 平井貴大
- エイドリアン・メロン
  - 演 - グザヴィエ・ドラン、日本語吹替 - 森宮隆
- ドン・ハガティ
  - 演 - テイラー・フレイ、日本語吹替 - 野川雅史

## 製作

### 開発
2016年2月16日、プロデューサーのロイ・リーは、インタビューで、『IT/イット』の2作目について言及し、「（ドーバーマンが）（ムスキエッティと）協力して最新のドラフトを書いたので、2作として構想されている」と発言した。
2017年7月19日、ムスキエティは、2018年春に製作を開始することを明らかにし、「おそらく（2018年）1月には第2部の脚本ができあがるだろう。理想的には、3月に予習を始めることだ。パート1は子供たちのことだけだった。パート2は、27年後に大人になったこれらのキャラクターについて、子供だった1989年にフラッシュバックする」と語った。
2017年9月25日、ニュー・ライン・シネマは、ゲイリー・ドーベルマンが脚本を執筆し、アンディ・ムスキエティが監督に復帰して、続編を2019年9月6日に公開することを発表した。ドーベルマンはその後、『アナベル 死霊博物館』の脚本・監督のためにプロジェクトを離れ、後任にはジェイソン・フュークスが起用された。

### 撮影
主要撮影は、2018年6月19日にパインウッド・トロント・スタジオで開始された。ロケ作業の多くは、2018年の夏にポートホープ周辺で行われ、町が架空のメイン州デリーの代わりとなり、看板や装飾は必要に応じて変更された。タウンホールの外観は、デリー図書館として使用された。ホテルの外観の一部は、町のホテル・カーライルで撮影された。
撮影は、86日間の製作の後、2018年11月初旬に終了した。

## 公開
『IT/イット THE END “それ”が見えたら、終わり。』は、2019年8月26日にカリフォルニア州ロサンゼルスのリージェンシー・ヴィレッジ・シアターでワールドプレミアが行われ、2019年9月6日にワーナー・ブラザース・ピクチャーズにより米国で劇場公開された。
日本では前作と同じ11月に公開され、一作目では字幕版のみの劇場公開だったのに対し、本作では初めて吹き替え版も劇場公開された。

## 評価

### 興行成績
米国とカナダで2億1160万ドル、その他の地域で2億6150万ドル、全世界で4億7310万ドルの興行収入を記録した。デッドライン・ハリウッドは、すべての経費と収益を考慮した場合、本作の純利益を1億6900万ドルと算出した。
米国とカナダでは、オープニング週末に4,570館で9,000万ドルから1億ドルの興行収入が予想されており、公開週にはFandango社が持つホラー映画の前売り券販売枚数の記録を更新した。初日の興行収入は3,740万ドルで、そのうち木曜夜の試写会での1,050万ドルは、9月公開作品とホラー映画の両方において、1作目の1,350万ドルに次ぐ2番目に高い合計額だった。また、9月公開のホラー映画としては史上2番目に高い9,100万ドルを記録したが、1作目よりも3,000万ドル以上少ない結果となった。2週目の週末には3,960万ドルを売り上げ、トップの座を維持したが、3週目の週末には1,700万ドルを売り上げ、『ダウントン・アビー』に敗れた。

### 批評家のレビュー
Rotten Tomatoesでは、375件のレビューから62％の支持率を得ており、平均評価は6.1/10となっている。加重平均を用いるMetacriticでは、52人の批評家の評価をもとに、100点満点中58点を獲得しており、"賛否両論 "を示している。また、CinemaScoreの調査では、前作と同様に、A+からFまでの評価で平均「B+」を獲得した。

## 将来的な計画
2019年9月、スカルスゴードは第3弾の可能性について、「正しいタイプのアプローチでなければならないだろう。この本は、映画2作目が終わったところで終わっているので、この物語の最終章となる。このようなことが起こる前に時間をさかのぼるという面白い側面がある。そこには探索する価値のあるストーリーがあるかもしれない。もちろん、それは本編にはない物語で、独立した物語になるが、明らかに同じユニバースの中にある。だからこそ、何か面白いことができるかもしれない。それは楽しいことだと思う」と語った。
その2ヵ月後、ドーベルマンはインタビューで3作目の可能性について次のように語っている。「可能性はあると思う。スティーヴン・キングのユニバースであれば何でも興味があるが、2本の映画で語れるストーリーは限られている。小説の要素を拡大して、独自の映画を作ることは可能。ただ、人々がそれを見たいと思うかどうかが問題だ。この地球上には、とてもとても長い時間存在していたと思いますし、たくさんの血が流れ、たくさんの物語がある」。